# Nocaima
Nocaima est une municipalité située dans le département de Cundinamarca, en Colombie.